# جيرني إسبينال
جيرني إسبينال مواليد 3 أكتوبر 1997، هي لاعبة كرة يد بورتوريكية تلعب كظهير أيمن. مثلت منتخب بورتوريكو لكرة اليد للسيدات.

## سجل المنافسة
شاركت في البطولات التالية:
- بطولة العالم لكرة اليد للسيدات 2015